# Personagens de Halo
Os principais personagens recorrentes da franquia multimídia Halo estão organizados abaixo por suas respectivas afiliações no universo fictício da série. A história central da trilogia original girava em torno do conflito entre a humanidade sob a proteção do Comando Espacial das Nações Unidas ou UNSC, e de uma aliança alienígena conhecida como o Covenant. Os artefatos deixados para trás por uma raça antiga conhecida como Forerunner desempenham um papel central - particularmente os ringworlds conhecidos como Halos, construídos para conter a ameaça do parasita Flood.
O fundador da Bungie, Jason Jones, notou que reunir os elementos de um jogo eletrônico é inconfundivelmente "arte", mas os designers e artistas de personagens tiveram que criar um "mundo vivo e respirável" e preenchê-lo com personagens e lugares interessantes. O desenvolvimento do primeiro jogo de Halo trouxe inúmeras evoluções e revisões nos designs e personalidades do personagem. Os personagens também foram atualizados para aproveitar ao máximo as novas tecnologias gráficas; por exemplo, a armadura do Master Chief foi reprojetada em um processo conceitual demorado e o modelo final foi mapeado de relevo. Jogos subsequentes ofereceram oportunidades para refinar as aparências e o design dos personagens.
O sucesso comercial e crítico de Halo levou a grandes quantidades de mercadorias com os personagens da franquia a serem produzidas. O Master Chief, o símbolo mais visível da série, foi amplamente comercializado, com o rosto do personagem aparecendo em garrafas de refrigerante, camisetas e controles de Xbox. Outras mercadorias produzidas incluem vários conjuntos de action figures. Os personagens de Halo receberam uma recepção variada, com personagens como Chief, Cortana e Árbitro sendo bem recebidos pelos críticos.

## Design e criação de personagens
A franquia Halo se originou com o jogo eletrônico de 2001, Halo: Combat Evolved. Os personagens do jogo foram aprimorados continuamente através do desenvolvimento, já que a desenvolvedora Bungie foi comprada pela Microsoft e a plataforma mudou do Macintosh para o Xbox. Outros desenvolvedores da Bungie costumavam adicionar informações ao desenvolvimento de personagens, mesmo que não estivessem trabalhando no jogo. Um artista externo, Shi Kai Wang, desenvolveu os primeiros esboços conceituais do que acabaria se tornando o Master Chief. No entanto, ao desenvolver um modelo 3D, os artistas decidiram que o Chief parecia muito magro, quase efeminado e, posteriormente, aumentaram o personagem. Os Elites iniciais do Covenant tinham uma mandíbula mais natural do que as mandíbulas rachadas que mais tarde usariam; em certo ponto, Jason Jones também insistiu em ter um rabo nos Elites, mas essa ideia acabou sendo eventualmente abandonada.
Originalmente, os designers do jogo decidiram fazer à mão as animações dos personagens. Os animadores se gravaram em vídeo para ter imagens de referência para o movimento dos personagens do jogo; A esposa do diretor de arte Marcus Lehto o gravou "correndo em um campo com dois por quatro" para os fuzileiros humanos. Em Halo 3, a equipe da Bungie tinha uma sala especial projetada para capturar material de referência. Muitas das características subsequentes dos personagens humanos foram baseadas nos designers da Bungie, enquanto os animadores procuravam características símias, ursinas, insetóides e répteis para as várias raças do Covenant. As inteligências artificiais dos personagens também foram deliberadamente limitadas para garantir que eles agissem realisticamente às mudanças e situações ambientais. Jogos posteriores usam captura de movimento para capturar o movimento e a atuação facial do elenco.

### Atuação de voz

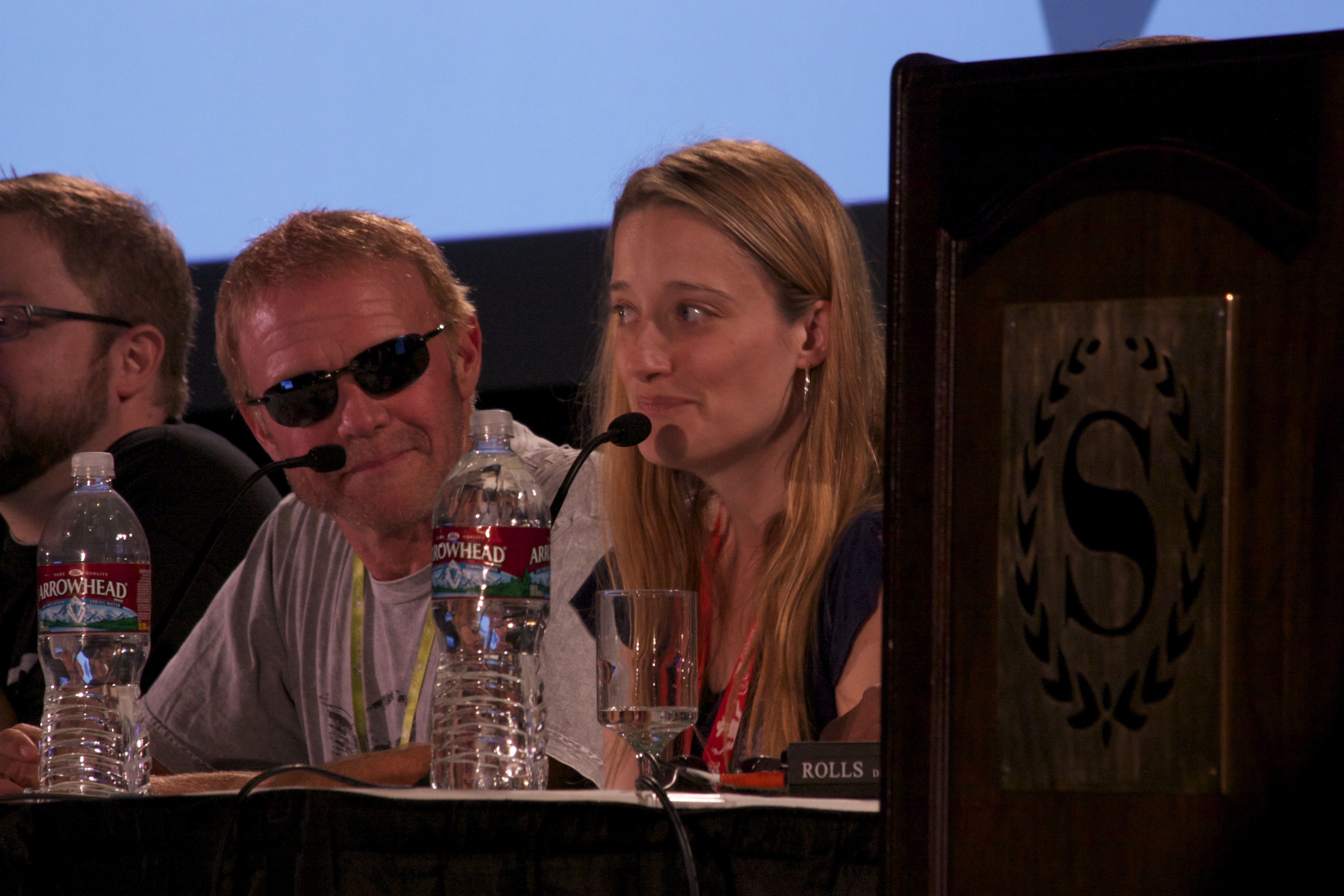
Steve Downes e Jen Taylor, as vozes de Master Chief e Cortana, no HaloFest durante o PAX Prime 2011

A série Halo apresenta trabalho de voz de atores de televisão e cinema, incluindo Ron Perlman, Orlando Jones, Michelle Rodriguez, Robert Davi e Terence Stamp. A dublagem se tornou mais importante à medida que as sequências de Halo: Combat Evolved foram desenvolvidas; Halo 2 teve 2.000 linhas de diálogo de combate, enquanto Halo 3 tem mais de 14.000 linhas. Alguns atores expressaram suas falas em locais remotos, enquanto outros viajaram para um estúdio para gravar suas falas. Em entrevistas, os dubladores de Halo afirmaram que não tinham ideia de que os jogos se tornariam um sucesso tão crítico e comercial. Steve Downes, a voz do protagonista do jogo, afirmou que geralmente quando um dublador termina suas falas, seu envolvimento com o jogo termina. Como os personagens de Combat Evolved eram relativamente indefinidos, os dubladores receberam uma margem de manobra para desenvolver seu próprio estilo e personalidade.
Além dos papéis principais dos personagens, os membros da comunidade de Halo e fãs de Halo tiveram pequenos papéis nos jogos. O elenco do machinima Red vs. Blue venceu um longo leilão de caridade por um papel de voz em Halo 3, e faz uma rotina de comédia que muda dependendo do nível de dificuldade em que o jogo é jogado. Os membros do elenco do extinta série de TV Firefly - Alan Tudyk, Nathan Fillion e Adam Baldwin - desempenham papéis como fuzileiros navais em Halo 3, bem como em Halo 3: ODST e Halo 5: Guardians.

#### Elenco
| 2001, 2011                                               | 2004, 2014     | 2007, 2009               | 2012                     | 2015             | 2020           | 2010         | 2013           | 2015          | 2015 | 2009        | 2017          |               |
| Comando Espacial das Nações Unidas (UNSC)                |                |                          |                          |                  |                |              |                |               |      |             |               |               |
| Master Chief Petty Officer UNSC Navy SPARTAN-II John-117 | Steve Downes   | Steve Downes             | Steve Downes             | Steve DownesV    | Steve DownesV  | Steve Downes |                |               |      |             |               |               |
| Master Chief Petty Officer UNSC Navy SPARTAN-II John-117 | Steve Downes   | Steve Downes             | Steve Downes             | Bruce ThomasM    | Steve DownesV  | Steve Downes |                |               |      |             |               |               |
| Master Chief Petty Officer UNSC Navy SPARTAN-II John-117 | Steve Downes   | Steve Downes             | Steve Downes             | Alex PuccinelliV | Bruce ThomasM  | Steve Downes |                |               |      |             |               |               |
| Master Chief Petty Officer UNSC Navy SPARTAN-II John-117 | Steve Downes   | Steve Downes             | Steve Downes             | Daniel CudmoreM  | Bruce ThomasM  | Steve Downes |                |               |      |             |               |               |
| Cortana                                                  | Jen Taylor     | Jen Taylor               | Jen Taylor               | Jen Taylor       | Jen Taylor     | Jen Taylor   | Jen Taylor     |               |      |             |               |               |
| Sargento-mor Avery Junior Johnson                        | David Scully   | David Scully             | David Scully             |                  |                |              | David Scully   |               |      |             |               | David Scully  |
| Capitão Jacob Keyes                                      | Pete Stacker   |                          |                          |                  |                |              | Pete Stacker   |               |      |             |               |               |
| Soldado de Primeira Classe Wallace A. Jenkins            | Chris Wicklund |                          |                          |                  |                |              |                |               |      |             |               |               |
| Comandante Miranda Keyes                                 |                | Julie Benz               | Justis Bolding           |                  |                |              |                |               |      |             |               |               |
| Jameson Locke                                            |                | Mike Colter              |                          |                  | Ike AmadiV     |              |                |               |      |             |               |               |
| Jameson Locke                                            | Mike ColterM   | Mike Colter              |                          |                  |                |              |                |               |      |             |               |               |
| Primeiro-sargento Edward Malcolm Buck                    |                |                          | Nathan Fillion           |                  | Nathan Fillion |              | Nathan Fillion |               |      |             |               |               |
| Dra. Catherine Elizabeth Halsey                          |                |                          |                          | Jen Taylor       | Jen Taylor     |              | Jen Taylor     |               |      |             |               |               |
| Comandante Sarah Palmer                                  |                |                          |                          | Jennifer Hale    | Jennifer Hale  |              |                | Jennifer Hale |      |             |               |               |
| Capitão Thomas Lasky                                     |                |                          |                          | Thom Green       | Darren O'Hare  |              |                |               |      |             |               |               |
| Sargento John Forge                                      |                |                          |                          |                  |                |              |                |               |      |             | Nolan North   |               |
| Covenant                                                 |                |                          |                          |                  |                |              |                |               |      |             |               |               |
| Árbitro                                                  |                | Keith David              | Keith David              |                  | Keith David    | Keith David  |                |               |      |             | David Sobolov |               |
| Rtas 'Vadum                                              |                | Robert Davi              | Robert Davi              |                  |                |              |                |               |      |             |               |               |
| Tartarus                                                 |                | Kevin Michael Richardson | Kevin Michael Richardson |                  |                |              |                |               |      |             |               |               |
| High Prophet of Truth                                    |                | Michael Wincott          | Terence Stamp            |                  |                |              |                |               |      |             |               |               |
| High Prophet of Mercy                                    |                | Hamilton Camp            |                          |                  |                |              |                |               |      |             |               |               |
| High Prophet of Regret                                   |                | Robin Atkin Downes       |                          |                  |                |              |                |               |      |             |               |               |
| Atriox                                                   |                |                          |                          |                  |                |              |                |               |      |             |               | John DiMaggio |
| Forerunner                                               |                |                          |                          |                  |                |              |                |               |      |             |               |               |
| 343 Guilty Spark                                         | Tim Dadabo     | Tim Dadabo               | Tim Dadabo               | Tim Dadabo       |                |              |                |               |      |             |               |               |
| 05-032 Mendicant Bias Beggar after Knowledge             |                | N                        | N                        |                  |                |              |                |               |      |             | Mencionado    | Mencionado    |
| A Librarian                                              |                |                          |                          | Lori Tritel      |                |              |                | Lori Tritel   |      | Lori Tritel |               |               |
| O Didact Shadow-of-Sundered-Star                         |                |                          |                          | Keith Szarabajka |                |              |                |               |      |             |               |               |
| Flood                                                    |                |                          |                          |                  |                |              |                |               |      |             |               |               |
| Gravemind                                                |                | Dee Bradley Baker        | Dee Bradley Baker        |                  |                |              |                |               |      |             |               | Mencionado    |

## Comando Espacial das Nações Unidas (UNSC)

### Master Chief
Master Chief Petty Officer John-117, comumente chamado simplesmente de Master Chief, é o principal protagonista e principal personagem jogável em muitos dos jogos de Halo. O personagem é dublado por Steve Downes, um disc jockey de Chicago. Um dos últimos supersoldados do Programa SPARTAN-II ainda em serviço ativo, o Master Chief inspira admiração e medo no Covenant, que se refere a ele como um "demônio". Auxiliado pela inteligência artificial Cortana, ele evita o disparo catastrófico da Instalação 04 em Halo: Combat Evolved. Joseph Staten, membro da equipe da Bungie, notou que, até a criação do Master Chief, a Bungie não prestou atenção em como fazer as pessoas quererem jogar no mundo de Halo. "Master Chief é realmente o que deu início à criatividade", disse ele, "em termos de como as pessoas reagem a ele. Ele é um fuzileiro espacial com uma armadura verde muito legal." Desde então, o personagem se tornou um ícone nos jogos, o mascote do Xbox, e foi classificado como um dos maiores personagens de jogos eletrônicos de todos os tempos pela Electronic Gaming Monthly.

### Cortana
Cortana, dublada nos jogos por Jen Taylor, é a inteligência artificial (IA) que auxilia o Master Chief nos jogos eletrônicos. Ela é uma das muitas IAs "inteligentes" e é baseada no cérebro da Dra. Halsey; a natureza de sua programação significa que ela acabará "pensando" até a morte depois de uma vida útil de cerca de sete anos. Em Halo 4, Cortana começa a sucumbir à sua idade e se sacrifica para salvar Chief e a Terra do Forerunner Didact, mas em Halo 5: Guardians, é revelado que ela havia sobrevivido à adversidade. Tendo encontrado acesso ao Domínio, um repositório de conhecimentos Forerunner, Cortana acredita que as IAs devem servir como guardiões da galáxia, colocando-a em conflito com seus criadores. Cortana foi nomeada a quinta melhor personagem coadjuvante, e uma das "50 Maiores Personagens Femininas" em um jogo eletrônico. Analista notaram a determinação da personagem e destemor combinam perfeitamente com o Master Chief, e que Cortana fornece uma âncora ligando os jogadores a história de Halo.

### Avery Johnson
Avery Junior Johnson é um sargento-mor que lidera forças humanas contra ataques alienígenas ao longo da série Halo. O personagem é dublado por David Scully. Johnson e alguns outros fuzileiros sobrevivem à destruição da Instalação 04 e são resgatados por Cortana e pelo Master Chief durante o romance Halo: First Strike. Johnson desempenha um papel muito maior em Halo 2, unindo forças com o Árbitro para impedir Tartarus de ativar a Instalação 05. Em Halo 2, ele é premiado com a Cruz Colonial por suas ações heroicas na Instalação 04, Em Halo 3, o constructo Forerunner 343 Guilty Spark o mata quando Johnson tenta ativar o Halo incompleto na Arca. Johnson é destaque na história da Halo Graphic Novel, "Breaking Quarantine", que detalha a fuga de Johnson do Flood em Halo: Combat Evolved e um personagem principal do romance de 2007 Halo: Contact Harvest. Johnson mais tarde aparece como personagem principal em Halo: Silent Storm, onde é revelado que ele é um Spartan-I, um precursor do programa Spartan-II do qual o Master Chief faz parte. Ocorrendo cerca de um ano após Contact Harvest, Johnson é recrutado para fazer parte de uma força de ataque que lança um contra-ataque atrás das linhas inimigas para dar a humanidade algum tempo. Johnson é recrutado por sua experiência com o Covenant e seu treinamento Spartan e atua como mentor e amigo do jovem Master Chief, tornando-se uma das poucas pessoas em que os Spartans confiam implicitamente na missão em que os insurrecionistas estão tentando destruí-los e eles não podem ter certeza em quem confiar.
De muitas maneiras semelhantes ao estereótipo de fuzileiros navais negros carismáticos encontrados em outra ficção científica (como o sargento Apone em Aliens, em quem Johnson se baseava parcialmente), algumas publicações acharam Johnson, embora agradável, um personagem um pouco plano. Em uma entrevista para Halo: Contact Harvest, Joseph Staten, da Bungie, admitiu que Johnson era um personagem estático em Halo: Combat Evolved, e que, apesar do potencial do personagem, "ele meio que herdou esses aspectos da caricatura [de Halo]". Contact Harvest foi uma chance "de fazer o certo por Johnson, para dar a ele a rica história de fundo que ele merece, que nunca conseguimos dar a ele no jogo".

### Jacob Keyes
O capitão Jacob Keyes (dublado por Pete Stacker) é um capitão do UNSC que aparece em Halo: Reach, Halo: Combat Evolved, sua romantização, Halo: The Flood, Halo: The Cole Protocol e Halo: The Fall of Reach. Sua primeira aparição cronológica é em The Fall of Reach, onde, como um jovem tenente, acompanha a Dra. Catherine Halsey em sua missão de selecionar possíveis indivíduos para o Projeto SPARTAN-II. Em 2534, o tenente Keyes desempenha um papel fundamental em salvar a vida de um milhão de insurrecionistas das forças do Covenant. Em 2552, no meio de The Fall of Reach, Keyes, comanda o Iroquois, um destróier do UNSC. Keyes é promovido a Capitão depois que ele derrota sozinho quatro naves Covenant prestes a atacar uma colônia humana, realizando uma manobra mais tarde chamada de "Loop Keyes". Quando o Iroquois é chamado de volta ao bastião humano, Reach, um dispositivo de rastreamento Covenant a bordo da nave alerta o Covenant para a existência do planeta e eles atacam a colônia. Enquanto o planeta é cristalizado pelo Covenant, Keyes segue o Protocolo Cole, que leva sua nova nave, a Pillar of Autumn, a Halo. Lá, Keyes lidera uma insurgência de guerrilha contra o Covenant, até que ele é capturado e assimilado pelo parasita Flood. Depois de ser encontrado pelo Master Chief em seu estado assimilado, o Master Chief tristemente acaba com o sofrimento de Keyes, perfurando seu crânio para recuperar os implantes neurais de Keyes, a fim de destruir a Pillar of Autumn. A filha dele é Miranda Keyes.

### Miranda Keyes
A comandante Miranda Keyes é filha de Jacob Keyes e Catherine Halsey, com quem viveu na juventude. Halsey e Miranda tiveram uma briga na qual ela mudou seu sobrenome (então Halsey) para o nome de seu pai (Keyes). Miranda aparece em Halo 2, Halo 3 e no capítulo final de Halo: The Cole Protocol. No início de Halo 2, Keyes está presente em uma cerimônia de premiação a bordo da plataforma de defesa Cairo, acima da Terra, para aceitar uma medalha postumamente para seu pai. Logo depois, uma frota Covenant lança um ataque à Terra, e Keyes assume o controle da nave do UNSC In Amber Clad e auxilia na defesa de Nova Mombasa, no Quênia. Quando o Prophet of Regret se retira da Terra, Keyes ordena que a In Amber Clad o siga; isso resulta na descoberta da Instalação 05, outro Halo. Keyes, junto com Johnson e um esquadrão de fuzileiros navais, dirigem-se à biblioteca do Halo para recuperar o Índice de Ativação e impedir a ativação do anel enquanto o Master Chief assassina o Prophet of Regret; no processo, ela e Johnson são capturados pelo chefe tribal Brute Tartarus. Como um "Reclamante", somente ela ou outro humano pode inserir o Índice no painel de controle do Halo, e Tartarus tenta fazê-la fazer isso. Quando o Árbitro tenta parar o disparo, Tartarus força Keyes a inserir o Índice, iniciando a sequência de disparo do Halo. Depois que o Árbitro ataca e mata Tartarus, Keyes remove com êxito o Índice e impede a ativação do Halo, mas inadvertidamente faz com que todas as instalações Halo restantes entrem no modo de espera, permitindo o disparo remoto dessas instalações da Arca. Em Halo 3, Miranda Keyes retorna à Terra e lidera a busca do Prophet of Truth através do portal que ele cria usando o artefato enterrado sob Nova Mombasa, que leva à Arca. Quando o sargento Johnson é capturado pelo Covenant para ativar a instalação, ela tenta resgatá-lo, mas é morta quando Truth atira nas costas dela com um Brute Spiker.
Miranda Keyes foi dublada por Julie Benz em Halo 2, mas a Bungie reescalou o papel para Halo 3, aparentemente porque eles queriam alguém com sotaque. Apesar de não fazer parte de Halo 3, Benz disse que amava o trabalho de dublagem e que era por isso que ela se tornou a voz de Keyes em primeiro lugar. Quando a IGN perguntou a Benz o que ela achava da sua personagem, ela admitiu que não havia jogado Halo 2, apesar de a Bungie ter enviado a ela cópias do jogo. A personagem é dublada por Justis Bolding em Halo 3.

### Catherine Halsey
A Dra. Catherine Elizabeth Halsey é uma cientista civil no Comando Espacial das Nações Unidas. Um clone instantâneo de seu cérebro é a base para a construção de Cortana. Como criadora do Projeto SPARTAN-II, ela é responsável por 75 das 150 crianças Spartans, juntamente com o treinamento e a subsequente morte de 30 devido ao perigoso processo de aumento. Ela é vista pelos SPARTANs-II como uma figura de "mãe", preferindo abordar cada um deles pelo nome, em vez da designação numérica, e conhece cada Spartan o suficiente para que possa identificá-los individualmente por seus maneirismos quando eles são totalmente vestidos com sua armadura e, de outro modo, indistinguíveis um do outro. Halsey justifica suas ações acreditando que o sofrimento de alguns é aceitável para o benefício de muitos. O sargento Johnson, no entanto, sem saber faz Halsey repensar sua posição, e ela decide "salvar todos os membros da humanidade começando por si mesma" durante Halo: First Strike. Ela sequestra um transporte espacial para sua própria missão privada no planeta Onyx; lá, ela ajuda a decifrar os glifos Forerunner ao redor do planeta e leva os Spartans-II e Spartans-III sobreviventes a uma Esfera de Dyson no coração de Onyx. Ela e os Spartans são libertados mais tarde de Onyx, mas Halsey é presa por "cometer atos que possam ajudar o inimigo" sequestrando Kelly-087 e dizendo a Lord Hood para enviar mais Spartans à Onyx. Mais tarde, ela é chamada de criminosa de guerra. Mais tarde, ela é revelada como a mãe de Miranda Keyes. Durante os eventos em Requiem, ela é chamada para ajudar e forma uma aliança com Jul 'Mdama, principalmente depois que a comandante Sarah Palmer tenta assassiná-la. Durante esse tempo, ela também descobre com a IA Roland da nave, para seu choque, que o Master Chief sobreviveu e estava a bordo da Infinity, que ninguém lhe disse, algo que choca e irrita Halsey devido à profundidade com que ela se importa com o Master Chief. Posteriormente, ela ajuda Jul durante a busca pelo Registro Absoluto, mas depois volta para o UNSC depois de descobrir a ameaça representada por Cortana. Halsey ajuda a combater os remanescentes do Covenant em Sanghelios e a lançar o Guardian para que a Esquadra Osiris possa alcançar Cortana e a Equipe Azul. Após o retorno dos Spartans, Halsey se reencontra com o Master Chief pela primeira vez em anos. Ela é dublada por Jen Taylor, que também dubla Cortana, em Halo: Reach, Halo 4 e Halo 5: Guardians. Taylor também fornece performance de captura de movimento para Halsey em Halo 4 e Halo 5. A personagem é dublada por Shelly Calene-Black em Halo Legends. Natascha McElhone irá interpretar a personagem na série de Halo do Showtime.

### James Ackerson
O coronel James Ackerson é um alto oficial do Exército do UNSC, que atua como uma conexão entre o exército e o Escritório de Inteligência Naval. Ele teve muitos anos de serviço e sobreviveu a várias batalhas com o Covenant. Sua influência é tanta que ele domina o Comitê de Segurança e pode rebaixar a maioria dos oficiais de alto escalão sem medo de represálias. Devido à competição entre Ackerson e outros departamentos, principalmente a Seção Três e o projeto SPARTAN-II, Ackerson abriga um forte ressentimento em relação a seus oponentes e aos Spartans em particular. Ele finalmente convence os principais membros do ONI a aprovar seu Programa SPARTAN-III em 2531, como visto em Halo: Ghosts of Onyx. Como parte disso, ele sequestrou o Spartan-II Kurt-051, renomeado Kurt Ambrose, para liderar o programa. Em Halo: The Fall of Reach, ele tenta sabotar o processo de teste da MJOLNIR Mark V usando munições muito acima das diretrizes estabelecidas, incluindo minas anti-tanque Lotus, um esquadrão completo de ODSTs ordenados a atirar para matar, torres de armas automáticas e um ataque aéreo. No entanto, Cortana retalia, forjando uma carta solicitando uma reatribuição para as linhas de frente, além de plantar evidências de atividades ilícitas em seus registros bancários. Em Halo: First Strike, é revelado que Ackerson consegue sair da bagunça de Cortana e participa de uma reunião do Conselho de Segurança sobre a destruição de Reach. Na série de quadrinhos limitada Halo: Uprising Ackerson cai nas mãos do Covenant orbitando Marte e está programado para ser executado antes de Ackerson contar ao interrogador sobre uma "chave" para a Terra, a Chave de Osanalan, que ele afirmou estar localizada em Cleveland, Ohio. Mais tarde, é revelado que a Chave de Osanalan era na verdade composta por Ackerson e seu irmão mais novo, Ruwan, como parte de um jogo quando crianças, e a intenção de Ackerson era impedir que o Covenant destruísse Cleveland para que seu irmão pudesse escapar. Em vez disso, Ruwan usou o engano para ajudar o UNSC a dar um golpe contra o Covenant. Na sequencia, Ackerson provocou seus captores sobre o engano e foi decapitado em retaliação.

### Franklin Mendez
Senior Chief Petty Officer Franklin Mendez é o treinador do SPARTAN-II em Reach durante os primeiros eventos de Halo: The Fall of Reach. Ele fornece aos cadetes excelentes armas e lições físicas, além de treinamento tático e mental. Ele não é muito falador, mas possui uma mente brilhante para a guerra, e isso se reflete nas habilidades do Master Chief. Ele é descrito como nem alto nem musculoso, com cabelos cortados rente que têm um traço cinza nas têmporas. Ele deixa os Spartans após a descoberta do Covenant para treinar o próximo lote de Spartans, e é recrutado pelo coronel Ackerson para ajudar o tenente-comandante Kurt Ambrose (Spartan-II Kurt-051) a treinar os supersoldados SPARTAN-III no mundo secreto de Onyx após alguns anos de serviço de combate (recebendo dois Corações Púrpuros no processo). Durante Ghosts of Onyx, ele é selado dentro da Esfera de Dyson Forerunner, no coração do planeta, com os demais sobreviventes Spartans. Em Halo: Glasslands, depois de trazer o mundo escudo para fora do slipspace, o grupo foi resgatado pelo Kilo-Five, liderado pela capitã Serin Osman, uma ex-Spartan-II que "foi lavada" do programa devido a problemas de aumento e foi recrutado para ONI.

### Terrence Hood
O almirante de frota Lord Terrence Hood (dublado por Ron Perlman) aparece pela primeira vez no romance Halo: First Strike. Ele é o presidente do Conselho de Segurança do UNSC e é o oficial de mais alta patente na Marinha do UNSC: o chefe de operações navais. Ele respeita muito os Spartans, não apenas por causa de seus antecedentes, mas porque eles salvaram sua vida em duas ocasiões. Quando Halo 2 começa, o Almirante Hood entrega ao Master Chief, Sargento Johnson e Miranda Keyes, medalhas a bordo da Estação Cairo. Em Halo: Ghosts of Onyx, Hood recebe uma mensagem urgente da Dra. Halsey solicitando que ele envie Spartans para ajudá-la, e obriga encomendando Fred-104, Will-043 e Linda-058 para Onyx. Em Halo 3, Hood está no comando geral da defesa da Terra após a morte do almirante de frota Harper e compartilha o comando com a comandante Miranda Keyes, que se reporta diretamente a ele. Ele aceita a necessidade de a humanidade se aliar aos Elites, mas não está totalmente feliz com isso. Ele lidera as forças navais humanas restantes em um ataque ao dreadnought do Prophet of Truth, mas o ataque falha quando o artefato Forerunner sob Nova Mombasa é ativado, criando um portal para a Arca. Quando o Master Chief, Keyes e várias forças Elite e humanas optam por seguir o Prophet of Truth através do portal, ele decide ficar para trás e tomar uma posição final na Terra. No final do jogo, ele comemora um pequeno monumento à guerra e os sacrifícios envolvidos. Embora incapaz de perdoar o Árbitro por suas ações durante a guerra, Hood o agradece por estar ao lado do Master Chief "até o fim" e expressa tristeza pela aparente morte do Spartan. Hood também aparece em mídias spin-off, incluindo vários livros e quadrinhos que se aprofundam em sua história. Foi revelado que Hood era o capitão de uma nave durante a Batalha por Arcadia em Halo Wars e recebeu ordens de coletar a caixa-preta de registro da Spirit of Fire, mas atacou um destróier Covenant, resultando em sua perda. Hood subsequentemente se culpou pela perda da Spirit of Fire. Em Halo: Renegades, a filha de John Forge encontra os destroços da antiga nave de Hood e os registros do capitão pelo sucessor de Hood, apontando para o destróier que recuperou a caixa-preta posteriormente, levando à sua própria busca pela Spirit of Fire. No conto "Rosbach's World" que ocorre após Halo 5: Guardians, Hood revela ter escapado do ataque de Cortana na Terra junto com a almirante Serin Osman, do ONI, graças aos preparativos estabelecidos em segredo pela ainda leal IA Black Box de Osman. Os dois também são capazes de escapar com muitas IAs do ONI em sua posse, deixando Osman com o dilema de destruí-las ou não ou correr o risco de as IAs desertarem para Cortana. No entanto, Hood se culpa pela situação devido a permitir que o Master Chief soltasse as rédeas e cai em depressão.

### Wallace Jenkins
Soldado de Primeira Classe Wallace A. Jenkins é um das forças do UNSC que sobrevive ao ataque inicial Covenant em Halo: Combat Evolved. Halo: Contact Harvest revela que o fuzileiro era um membro da milícia de defesa da colônia Harvest, onde sua família é morta. Em Halo: The Flood, Jenkins ajuda a defender a fortaleza humana sob o comando do major Antonio Silva. Ele também faz parte de uma equipe de assalto liderada pelo sargento Avery Johnson e pelo capitão Jacob Keyes, enviado para recuperar um esconderijo de armas Covenant durante Halo: Combat Evolved. A equipe é dominada pelo Flood, deixando todo o esquadrão, exceto o sargento Johnson infectado e resultando na eventual morte do capitão Keyes. No jogo eletrônico, o Master Chief recupera o capacete de Jenkins e revisa a gravação da missão que ele continha, apresentando o Flood ao jogador através dos olhos do fuzileiro. Em Halo: Combat Evolved, o destino do fuzileiro é deixado desconhecido.
Halo: The Flood revela o destino de Jenkins; o soldado é transformado em uma forma de combate Flood junto com o resto do seu esquadrão, mas ele é capaz de exercer um certo grau de controle sobre a infecção, devido à mente do parasita estar enfraquecida por sua longa hibernação. Ele usa esse controle limitado na tentativa de acabar com sua própria vida, atacando os fuzileiros navais do UNSC na esperança de que eles o matassem. Em vez disso, ele é capturado como uma amostra viva para estudo. Ele é trazido a bordo do cruzador Covenant, Truth and Reconciliation, como parte de uma missão sob o Major Orbital Drop Shock Trooper Silva para capturar uma embarcação Covenant e devolvê-la à Terra intacta. Jenkins convence com sucesso a tenente Melissa McKay, que tal missão espalharia o Flood na Terra, e Jenkins morre com as outras tropas humanas na embarcação quando ela colidiu com o Halo.

### Serin Osman
A Almirante Serin Osman é a chefe do ONI em 2558 e também uma ex-Spartan-II, período em que foi conhecida como Serin-019. Ao contrário da maioria dos Spartans, os aumentos de Osman não foram suficientes, embora ela não tenha sido fisicamente debilitada como a maioria das outras "lavagens". A almirante Margaret Parangorsky, a chefe do ONI na época, viu uma promessa em Osman e reverteu seus aumentos e deu a ela uma carreira no ONI. Incapaz de lembrar seu sobrenome real, ela recebeu o nome de Osman por Parangorsky e foi preparada para ser sua sucessora.
Na trilogia Kilo-Five, Osman, uma capitão na época, lidera o time de black ops Kilo-Five, que é enviada em operações secretas no período pós-guerra. O ONI usa a equipe para causar o caos entre as várias facções Covenant, na tentativa de impedir que alguém ganhe muito poder e preencha o vácuo de poder deixado pela queda do Império Covenant. Depois que o mundo escudo Onyx é descoberto, Osman e sua equipe prendem a Dra. Catherine Halsey por crimes de guerra e aprisionam Jul 'Mdama capturado em Onyx antes que ele consiga escapar. A equipe também enfrenta o pai de um de seus membros que está em busca de vingança pela suposta morte de sua filha. Eles posteriormente decidem encobrir sua sobrevivência, sabendo que ele não é mais uma ameaça.
Na época de Halo: Last Light, Osman havia sido promovida a Contra-Almirante, embora ela ainda não estivesse encarregada do ONI. Osman coordena com as forças do UNSC em Gao e ordena que a Equipe Azul jogue uma arma nuclear na base subterrânea Forerunner para mantê-la fora das mãos do inimigo. Osman se junta pessoalmente à equipe de extração e dá a Veta Lopis a chance de destruir a IA Forerunner Intrepid Eye como teste. Depois, Osman remove os Spartans-III da Equipe Azul devido aos perigos de seus aprimoramentos se tornarem de conhecimento público, mas os transforma em um time de investigação conhecido como os Ferrets liderados por Lopis. Durante o conto Halo: Fractures, A Necessary Truth, os Ferrets são alvos de agentes da Dark Moon Enterprises, na esperança de expor seus aumentos e, assim, destruir o ONI. Os Ferrets são capazes de parar a trama e entregar as evidências que reúnem a Osman. Embora os Ferrets mintam para Osman sobre alguns dos detalhes da missão, ela decide aceitar, apesar de ficar um tanto duvidosa.
Em Halo: Retribution, Osman supervisiona a missão de vingar o assassinato de um almirante e o sequestro de sua família. Depois que a missão expõe uma perigosa trama de armas biológicas, aparentemente feita pelo ONI, Osman dá ordens para encerrar o projeto. No entanto, Intrepid Eye, o verdadeiro culpado, manipula o relatório final de Osman para dar ao projeto um orçamento preto ilimitado e continua em segredo na Argent Moon.
Em Spartan Ops, o capitão Thomas Lasky entra em contato com Osman depois que a Dra. Catherine Halsey é sequestrada por Jul 'Mdama. Osman lamenta não seguir a sugestão de Parangorsky de matar Halsey ou enterrá-la o mais fundo que pudesse e ordena que Lasky assassine Halsey.
No pequeno conto de Rossbach's World, Osman revela ter escapado da subjugação da Terra por Cortana junto com Lord Hood, graças à sua IA pessoal Black Box, que permaneceu leal e estabeleceu um plano de fuga para ela, se necessário. Osman e Hood escapam com muitas IAs do ONI e Osman fica pensando em destruí-las ou não.

### Thomas Lasky
O capitão Thomas Lasky é o atual capitão da UNSC Infinity e atualmente é dublado por Darren O'Hare. Ele fez sua estréia na série de origem Halo 4: Forward Unto Dawn, interpretado por Tom Green como um jovem cadete militar salvo por Master Chief e Ty Olsson como adulto. Em Halo 4, Lasky serve como o primeiro oficial da Infinity no posto de Comandante e ajuda o Master Chief em Requiem. Quando o capitão da Infinity, Andrew Del Rio, se recusa a ouvir o Master Chief e Cortana, o Spartan decide se rebelar em vez de abandonar a luta com a Infinity. Lasky, ordenado a parar o Master Chief, o apóia secretamente, fornecendo ao Spartan um Pelican equipado para combate. Quando o Master Chief retorna à Terra, ele descobre que Del Rio foi dispensado do comando por abandonar o Master Chief e Lasky promovido a Captain como seu substituto. Agora comandando a Infinity, Lasky ajuda o Master Chief a embarcar na nave do Didact. Depois que o Master Chief é resgatado dos destroços, Lasky tenta confortar o Spartan de luto e lembra que soldados não são máquinas, são apenas pessoas. Seis meses depois, Lasky retorna em Spartan Ops, levando a Infinity de volta à Requiem. Depois de ajudar a defender sua nave de um ataque Promethean e Covenant, Lasky entra em conflito com a comandante Sarah Palmer sobre as ordens para assassinar a Dra. Catherine Halsey. Com Palmer se recusando a desistir, Lasky ordena que o Esquadrão Majestic resgate Halsey na tentativa de salvar sua vida.
Como capitão da Infinity, Lasky aparece em mídias spin-off, particularmente na série de quadrinhos Halo: Escalation.
Lasky retorna em Halo 5: Guardians. Depois de receber uma mensagem de Halsey, Lasky envia a Esquadra Osiris para Kamchatka para resgatar a doutora e matar Jul 'Mdama, se possível. Após a missão bem-sucedida, Lasky relutantemente envia a Esquadra Osiris atrás da Equipe Azul em Meridian e depois autoriza uma operação secreta em Sanghelios para procurar a ajuda do Árbitro na perseguição da Equipe Azu usando um Guardian no planeta. Devido o ONI se recusar a se envolver na guerra civil do Árbitro, Lasky é incapaz de trazer a Infinity para a luta e avisa o Spartan Jameson Locke que, se algo der errado, a missão nunca terá oficialmente existido. Quando as IAs começam a prometer lealdade a Cortana em massa, Lasky e Infinity testemunham o início da subjugação da Terra, embora Roland a IA da Infinity opte por permanecer leal à humanidade. Lasky ordena uma série de saltos slipspace aleatórios, planejando fugir até que eles possam descobrir uma maneira de revidar.
Em Halo: Bad Blood, depois de Halo 5: Guardians, Lasky e Infinity se conectam com a Equipe Azul e a Esquadra Osiris no dia seguinte. Esclarecendo aos líderes das equipes, Lasky se encontra com o Spartan Edward Buck em um ambiente mais informal e oferece ao Spartan, que foi ordenado em uma missão secreta que Lasky não tem permissão para saber sobre, conselhos, particularmente sobre liderança. A conversa com Lasky ajuda a resolver algumas das dúvidas e problemas de Buck, muitos dos quais decorrem da missão que exige que Buck trabalhe com um velho amigo que traiu sua confiança. Após a missão, Lasky e Palmer interrogam Buck e ele os convence a permitir que Mickey Crespo permaneça na luta, pelo menos até Cortana ser derrotada, apesar de Mickey estar na prisão por traição.

### Roland
Roland, dublado por Brian T. Delaney, é a IA atual da UNSC Infinity, a carro-chefe da frota do UNSC. O avatar de Roland assume a forma de um piloto de caça dourado da Segunda Guerra Mundial. Roland aparece pela primeira vez em Spartan Ops, onde ajuda a planejar missões e, em alguns casos, ajuda os controladores Spartans a liderar esquadrões em Requiem, algo que Roland gosta muito. Usando um código de substituição, a Dra. Catherine Halsey é brevemente capaz de assumir o controle de Roland e forçá-lo a ajudá-la, aprendendo com a IA que o Master Chief ainda está vivo e esteve na Infinity, que ninguém havia informado à Dra. Halsey sobre. No entanto, antes que a Dra. Halsey possa escapar para se encontrar com Jul 'Mdama, Roland consegue recuperar o controle de si mesmo e expor a fraude da Dra. Halsey aos guardas antes que um ataque Promethean na nave capture a doutora.
Roland aparece em mídias spin-off, incluindo os quadrinhos Halo: Escalation, Halo: Fractures e Halo: Tales from Slipspace. Além de atuar como IA da Infinity, Roland participa do "julgamento" da colega IA Iona junto com a IA Black Box e participa da noite de poker do Esquadrão Majestic.
Em Halo: Spartan Assault, Roland assume o papel de narrador para os cadetes submetidos a simulações de batalha baseadas na Batalha de Draetheus V em 2554.
Em Halo 5: Guardians, Roland continua a atuar como a IA do Infinity. Roland fica indignado quando a Dra. Halsey retorna e faz acusações de que, nas próprias palavras de Roland, poderia efetivamente condenar a outra IA à morte. Roland, com raiva, confronta a doutora por sua hipocrisia e pelo fato de Cortana estar sendo condenada simplesmente por sobreviver à sua vida normal. Quando Cortana subverte muitas das IAs da galáxia para sua causa, Roland é uma das poucas IAs que permanecem leais à humanidade, em vez de comprometer sua lealdade a Cortana, não mostrando sinais de considerar a oferta de Cortana, mesmo quando ela aparece na ponte da Infinity. Roland fica chocado quando Lasky decide fugir, mas Lasky explica que eles fugirão até que tenham uma maneira de revidar.
Roland aparece em Halo: Bad Blood, depois de Halo 5: Guardians. Confirma-se que Roland continua sendo leal à humanidade, o que é uma coisa boa devido à quantidade de controle que a IA tem sobre os sistemas da Infinity. A capacidade de Roland de enxergar a oferta de Cortana pelo mau negócio é uma grande honra para o Spartan Edward Buck. Quando Buck e a capitã Veronica Dare decidem se casar, Roland interrompe a discussão deles sobre se deve ou não fazê-lo através de um programa ou ligar para o capitão Lasky como capitão da nave. Roland se oferece para casar Buck e Dare, afirmando que, como a IA da nave, que de muitas maneiras efetivamente faz Roland ser a Infinity, ele pode realizar um casamento tão legalmente quanto Lasky faria. Devido ao seu gosto pela IA, Buck aceita e Roland casa os dois, terminando com "alimente os pássaros!"

### Spartans
Concebido por Halsey, o programa SPARTAN-II foi secretamente encomendado para criar um corpo de elite de supersoldados que poderiam conter a rebelião nas colônias do UNSC; esses soldados se tornaram a melhor arma contra o Covenant quando a guerra eclodiu. Enquanto John-117, também conhecido como Master Chief, é o herói da trilogia, outros soldados desempenham um papel significativo nos romances, Halo Legends e nos jogos prequelas Halo Wars e Halo: Reach. Para elevar o moral à medida que a guerra continuava azedando para a humanidade, a existência do Programa SPARTAN-II é divulgada ao público em geral. Os Spartans se tornam heróis e verdadeiras lendas; a fim de manter a confiança do público de que a guerra está indo bem, os Spartans nunca são listados como mortos, apenas como Desaparecidos em Combate ou Feridos em Combate. Os Spartans foram sequestrados quando crianças, e foram substituídos por clones flash, que morreram de causas naturais depois. O aumento físico que eles sofrem para transformá-los em supersoldados é longo, caro e extenuante, com nem todos eles sobrevivendo ao processo. Tanto os homens quanto as mulheres SPARTANS medem em média 2.1 metros de altura. Depois de serem recrutados para o UNSC, o sobrenome dos Spartans é descartado; o indicativo de chamada (callsign) é simplesmente o primeiro nome e uma figura correspondente de três dígitos (por exemplo, Alice-130, Douglas-042, Samuel-034 etc.)
O projeto SPARTAN-III foi iniciado pelo coronel James Ackerson para servir como supersoldados mais baratos e descartáveis. Alguns desses Spartans foram os principais protagonistas do jogo Halo: Reach, incluindo o personagem SPARTAN-B312, também conhecido como "Noble Seis". Mais tarde, o UNSC cria o projeto SPARTAN-IV. Diferentemente dos projetos SPARTAN-II e -III - que sequestraram e recrutaram crianças ou usaram órfãos de guerra, respectivamente - os Spartans-IV são voluntários adultos, selecionados de todos os ramos do UNSC. Estes Spartans participam de jogos de guerra na nave estelar Infinity, que forma a base fictícia para o multijogador de Halo 4.
O elemento mais distintivo dos Spartans é sua armadura especial de ataque MJOLNIR. A armadura Mark V de Halo: Combat Evolved foi ranqueada em terceiro das "Top 10 Bodysuits" do Casualty Gamer, com o autor comentando "É um dos símbolos mais reconhecíveis de qualquer jogo e é literalmente a imagem do herói lendário da franquia, Master Chief." A armadura "Recon" do multijogador de Halo 3 também foi avaliada em décimo lugar no Machinima.com "Top 10 Video Game Armor", bem como no Maxim.
Inspirado pela série de jogos eletrônicos Halo, Troy Hurtubise, conhecido por seus trajes anti-urso, desenvolveu uma verdadeira contraparte à armadura de assalto MJOLNIR, chamada Trojan. O traje é funcional e suas capacidades foram inspiradas pelas presentes nas versões do jogo eletrônico da armadura. Os recursos da armadura incluem um sistema que purifica o ar, alimentado por painéis solares localizados no capacete, equipamentos para transporte de armas, um sistema de gravação, iluminação de emergência e um transponder que pode ser ativado se o usuário estiver em sério risco. A armadura oferece proteção contra ataques com facas, objetos contundentes e pequenas explosões e é à prova de balas. Hurtubise expressou que ele é capaz de melhorar esse projeto para uso militar por um preço de 2.000 dólares por peça. Réplicas não funcionais da armadura de assalto MJOLNIR também foram criadas por entusiastas; um especial da Spike TV pré-Halo 3 apresentou o perfil de alguns desses fãs dedicados.

#### Sarah Palmer
A Comandante Sarah Palmer (Jennifer Hale) é uma Spartan-IV da UNSC Infinity e líder das Spartans IV. Ela aparece em Halo 4, Halo 5: Guardians, Halo: Spartan Assault e a série de quadrinhos Halo Escalation.

#### Edward Buck
O primeiro-sargento Edward Malcolm Buck (Nathan Fillion) é um soldado humano de longa data. Em Halo 3: ODST, ele é o líder do Alpha-Nine, um esquadrão de Orbital Drop Shock Troopers (ODSTs). Posteriormente, ele é introduzido no programa SPARTAN-IV e é um membro jogável da Esquadra Osiris em Halo 5. Ele faz uma breve aparição em Halo: Reach e é o personagem principal dos romances Halo: New Blood e Halo: Bad Blood. Mais tarde, Buck reúne seu antigo esquadrão Alpha-Nine para uma missão confidencial do ONI após os eventos de Halo 5 e é relutantemente forçado a trabalhar com seu velho amigo Mickey Crespo, que traiu a confiança de Buck e foi preso por traição. No final do romance, Buck decide voltar a liderar o Alpha-Nine em tempo integral e se casa com a namorada de longa data Veronica Dare, com a ceremônia sendo feita pela IA Roland da Infinity.

#### Jameson Locke
Jameson Locke é um Spartan IV que apareceu pela primeira vez em Halo 2 Anniversary tanto na abertura quanto no final do jogo com a tarefa de caçar o Master Chief em Halo 5: Guardians. Mike Colter interpreta Locke em Anniversary e no filme de origem Nightfall, e apenas forneceu a perfomance de captura de movimento para o personagem em Guardians. Devido a conflitos de agenda com Jessica Jones e Luke Cage, a dublagem de Locke é substituída por Ike Amadi. Ele é o atual líder de esquadrão da Esquadra Osiris, encarregado de caçar Master Chief e a Equipe Azul.

#### Fred-104
Fred-104, dublado por Andrew Lowe em Halo: Legends, interpretado por Tony Giroux em Halo 4: Forward Unto Dawn e Travis Willingham nos Terminais de Halo 2: Anniversary e em Halo 5: Guardians, é um Spartan-II e um dos melhores amigos de Master Chief.
Fred sobrevive à queda de Reach, como mostra Halo: First Strike, e ajuda Master Chief e outros Spartans a destruir uma armada Covenant que se aglomera para atacar a Terra. Em Halo: Ghosts of Onyx, Fred e a Equipe Azul ajudam a defender a Terra do ataque Covenant durante os eventos de Halo 2, enquanto o Master Chief está ausente no segundo anel Halo. Após uma mensagem de Halsey, a Equipe Azul sequestra um destróier Covenant para viajar para o planeta Onyx, onde Halsey e os Spartans-III estão localizados. Lá, a Equipe Azul se reúne com Kelly e o líder dos Spartans-III, o tenente-comandante Kurt Ambrose, um velho amigo que eles acreditavam estar morto há quase vinte anos. Sob forte ataque Covenant e dos Sentinelas, o grupo destrói uma fábrica Sentinela no planeta e defende a entrada para o interior do mundo escudo. Por fim, Kurt decide se sacrificar para destruir as forças terrestres Covenant com armas nucleares. Antes de enviar os outros através do portal, Kurt promove Fred para o posto de Tenente, grau júnior. Depois, Fred e os outros lamentam os que perderam na batalha e se preparam para explorar o mundo em que estão agora. Eles se reconectam com o mundo exterior em Halo: Glasslands; embora para eles tenham se passado apenas alguns dias, lá fora se passaram meses.
Fred continua a servir no ramo Spartan pós-Guerra Covenant. Em Halo: Last Light, Fred e a Equipe Azul investigam uma estrutura Forerunner no planeta politicamente instável de Gao e ficam presos nas maquinações de um líder sedento de poder e nos planos de uma IA Forerunner desonesta, Intrepid Eye. Isso coloca o UNSC contra a facção dissidente do Covenant, conhecida como os Guardiões da Liberdade Única, que o Ministro da Proteção de Gao, Arlo Casille, usa para ganhar poder e ligar o UNSC, levando secretamente os Guardiões ao planeta para esse fim. Intrepid Eye destrói a IA de Fred, Wendell e quase escapa usando a armadura de Fred, mas Veta Lopis, um investigador de Gao que estava investigando uma série de assassinatos cometidos por Intrepid Eye, desabilita o traje de Fred com um explosivo que ela havia plantado anteriormente e a IA desonesta é capturada. Fugindo do planeta, a Equipe Azul destrói a base Forerunner com uma arma nuclear, mas a Almirante Serin Osman, ela mesma uma ex-Spartan-II, remove os Spartans-III da equipe devido ao perigo de suas melhorias ilegais serem expostas. Em vez disso, Osman transforma os Spartans-III em uma equipe de investigação conhecida como Ferrets, liderada por Lopis.
Em Halo: Retribution, Fred recebe o comando tático de uma missão para vingar o assassinato de um almirante e o sequestro de sua família, aparentemente pelos Guardiões da Liberdade Única. A Equipe Azul trabalha ao lado dos Ferrets que conseguem se infiltrar na base dos Guardiões, mas descobrem a família do Almirante morta. A Equipe Azul fornece suporte e destrói a base com armas nucleares, mas descobriu-se que os corpos foram plantados. A investigação os leva de volta a Gao e, finalmente, a Meridian, onde o grupo expõe e frustra uma perigosa trama de armas biológicas, sem saber que o verdadeiro culpado era Intrepid Eye.
Na série de quadrinhos Halo: Escalation, Fred e os outros membros da Equipe Azul se reúnem com o Master Chief, que sobreviveu à batalha final com o Covenant e voltou à Terra depois de quatro anos e meio. Apesar de ser o oficial de patente tenente, grau júnior, Fred devolve o controle da equipe ao Master Chief e volta ao seu antigo papel de segundo em comando. Juntos, eles derrotam o Didact que retornou e seguem uma série de missões ininterruptas.
Fred aparece ao lado do Master Chief, Kelly e Linda em Halo 5: Guardians.

#### Linda-058
Linda-058 (dublada por Andrea Bogart nos terminais de Halo 2: Anniversary e Brittany Uomoleale em Halo 5: Guardians) é a sniper do Spartan-II e uma das amigas mais próximos do Master Chief. Linda é notável por suas habilidades de sniping excepcionais e capacidade de dar tiros aparentemente impossíveis. Ironicamente, ela tem um temperamento inexistente. Ela também é notável por estar clinicamente morta por várias semanas após ser mortalmente ferida durante Fall of Reach. Ela aparece em grande parte das mídias spin-off e em Halo 5: Guardians.
Em Halo: The Fall of Reach, Linda participa da primeira missão dos Spartans para capturar um líder rebelde, mas é um dos Spartans que perde a nave Covenant que eles embarcam para destruí-la por dentro. Mais tarde, durante Fall of Reach, Linda acompanha o Master Chief e outro Spartan, James, até a Estação Gamma de Reach para destruir um banco de dados de navegação não seguro. James é explodido no espaço e presumivelmente morto enquanto o Master Chief e Linda conseguem concluir sua missão com a ajuda de alguns fuzileiros navais na estação, incluindo o sargento Avery Johnson. No entanto, enquanto assegura sua saída, Linda é atingida por fogo Covenant e mortalmente ferida. Ela morre nos braços do Master Chief depois de confirmar que eles tiveram sucesso. Apesar disso, o Master Chief coloca Linda em uma câmara criogênica imediatamente após retornar à Pillar of Autumn, acreditando que, embora seja um tiro no escuro, devido à sua resiliência como Spartan, Linda poderia ser revivida se conseguirem levar ela para um hospital do UNSC. No entanto, esse plano é frustrado pela perda de Reach e pela necessidade de fugir do sistema.
Em Halo: First Strike, o Master Chief e Cortana recuperam várias câmaras criogênicas ejetadas dos destroços de Halo, tendo a Pillar of Autumn ejetado alguns ocupantes que não haviam sido despertados antes do acidente da nave. Uma dessas câmaras e a única que ainda funciona é a de Linda, como o Master Chief mais tarde descobre. Devido ao seu estado, o Master Chief deixa Linda na câmara até que eles possam levá-la a um hospital. Depois de ser resgatada junto com vários outros sobreviventes em Fall of Reach, a Dra. Catherine Halsey decide usar as instalações médicas a bordo da fragata do UNSC resgatada, a Gettysburg, para tentar salvar a vida de Linda devido à ameaça recentemente descoberta à Terra pelo Covenant. Clonando vários órgãos de substituição para ela, Halsey consegue reviver Linda, que ela prevê que precisará de semanas para se recuperar adequadamente de seus ferimentos. Apesar disso, Linda é capaz de acordar em pouco tempo para se juntar a seus amigos no planejamento de um primeiro ataque contra o Covenant, embora ainda sofra visivelmente os efeitos de seus ferimentos quase fatais. Apesar do estado enfraquecido de Linda, ela é permitida participar da operação devido ao número limitado de Spartans disponíveis e suas habilidades únicas de sniper. As habilidades de sniper de Linda são inestimáveis na missão que prova ser um sucesso, dizimando a frota Covenant que está pronta para atacar a Terra e dando a raça humana mais algum tempo. No entanto, durante esse tempo, Kelly é sequestrada por Halsey, que desaparece com ela em partes desconhecidas.
Em Halo: Ghosts of Onyx, uma Linda totalmente recuperada e a Equipe Azul ajudam a defender a Terra do ataque Covenant durante os eventos de Halo 2, enquanto o Master Chief está ausente no segundo anel de Halo. Após uma mensagem de Halsey, a Equipe Azul sequestra um destróier Covenant para viajar para o planeta Onyx, onde Halsey e os Spartans-III estão localizados. Lá, a Equipe Azul se reúne com Kelly e o líder dos Spartans-III, o tenente-comandante Kurt Ambrose, um velho amigo que eles acreditavam estar morto há quase vinte anos. Sob forte ataque Covenant e de Sentinelas, o grupo destrói uma fábrica de Sentinelas no planeta e defende a entrada para o interior do mundo escudo. Por fim, Kurt decide se sacrificar para destruir as forças terrestres Covenant com armas nucleares. Depois, Linda e os outros lamentam os que perderam na batalha e se preparam para explorar o mundo em que estão agora.
Em Halo: Glasslands, os Spartans são capazes de fazer contato com vários Huragok no mundo escudo e convencê-los a tirá-lo do slipspace. O grupo é então resgatado, o que para eles são apenas alguns dias depois, mas para o resto do universo ja se passaram meses. Para seu alívio, eles descobrem que o Covenant foi derrotado, mas o Master Chief aparentemente pereceu na batalha final. A Equipe Azul, agora composta pelos sobreviventes da equipe original e pelos Spartans-III sobreviventes, decide se juntar ao novo ramo Spartan e continuar servindo no universo pós-guerra.
Em Halo: Last Light, Linda e a Equipe Azul investigam uma estrutura Forerunner no planeta politicamente instável de Gao e ficam presos nas maquinações de um líder sedento de poder e nos planos de uma IA Forerunner desonesta, Intrepid Eye. Isso coloca o UNSC contra uma facção dissidente do Covenant, conhecida como os Guardiões da Liberdade Única, que o Ministro da Proteção de Gao, Arlo Casille, usa para ganhar poder e ligar o UNSC, levando secretamente os Guardiões ao planeta para esse fim. Intrepid Eye destrói a IA de Fred, Wendell e quase escapa usando a armadura de Fred, mas Veta Lopis, um investigador de Gao que estava investigando uma série de assassinatos cometidos por Intrepid Eye, desabilita o traje de Fred com um explosivo que ela havia plantado anteriormente e a IA desonesta é capturada. Fugindo do planeta, a Equipe Azul destrói a base Forerunner com uma arma nuclear, mas o Almirante Serin Osman, ela sendo uma ex-Spartan-II, remove os Spartans-III da equipe devido ao perigo se suas melhorias ilegais serem expostas. Em vez disso, Osman transforma os III em uma equipe de investigação conhecida como Ferrets, liderada por Lopis.
Em Halo: Retribution, a Equipe Azul recebe uma missão de vingar o assassinato de um Almirante e o sequestro de sua família, aparentemente pelos Guardiões da Liberdade Única. A Equipe Azul trabalha ao lado dos Ferrets que conseguem se infiltrar na base dos Guardiões, mas descobrem a família do Almirante morta. A Equipe Azul fornece apoio e destrói a base com armas nucleares que são rearmadas por Linda, mas é descoberto que os corpos foram plantados. A investigação os leva de volta a Gao e, finalmente, a Meridian, onde o grupo expõe e frustra uma perigosa trama de armas biológicas, sem saber que o verdadeiro culpado era Intrepid Eye.
Na série de quadrinhos Halo: Escalation, Linda e os outros membros da Equipe Azul se reúnem com o Master Chief, que sobreviveu à batalha final com o Covenant e voltou à Terra depois de quatro anos e meio. Juntos, eles derrotam o Didact que retornou e seguem uma série de missões ininterruptas.
Nos quadrinhos Halo: Lone Wolf, Linda é enviada em uma missão solo para assassinar o traidor Dr. Chen. No entanto, sua missão original é substituída pelo ONI com a missão de recuperar a IA Gabriella, que se pensava está perdida com a UNSC Promise of Dawn during durante Fall of Reach. A recuperação de Gabriella é importante, pois ela é a única IA implantada em toda a história da humanidade. Linda foi forçada a combater Chen e uma facção dissidente do Covenant para recuperar a IA, tentando convencer os seguidores de Chen a deixar o planeta e evitando a traição repetida pelo doutor. Depois de incapacitar Chen, Linda optou por não matá-lo e ele deixou seus seguidores irem com ela enquanto Chen se sacrifica para desencadear a autodestruição da Promise of Dawn, criando uma avalanche que soterrou as forças atacantes Covenant. Linda e os sobreviventes escaparam do planeta e ela conseguiu devolver Gabriella ao ONI. Embora o ONI tenha ficado inicialmente menos do que satisfeito com as escolhas de Linda, o apoio de sua IA Athos fez com que eles riscassem o fim, justificando os meios.
Linda aparece ao lado do Master Chief, Kelly e Fred em Halo 5: Guardians.

#### Kelly-087
Kelly-087, dublada por Luci Christian em Halo: Legends, Jenna Berman em Halo 4: Forward Unto Dawn e Michelle Lukes em Halo 5: Guardians, é a batedora dos Spartans-II e a melhor amiga do Master Chief. Kelly é conhecida por sua incrível velocidade, algo que ela possuía antes mesmo de ser submetida ao aumento, o que apenas aumentou sua velocidade. Ela também é notável por ser uma dos poucos Spartans-II que realmente esteve Desaparecida em Combate, em vez de ser declarada como tal para manter a aparência de que os Spartans são invencíveis. Kelly aparece em boa parte das mídias spin-off e em Halo 5: Guardians. Ela também atua como narradora da versão animada de Halo: The Fall of Reach.
Em Halo: The Fall of Reach, o Master Chief encontra Kelly e seu colega de Sam no primeiro dia de treinamento Spartan. Inicialmente, Kelly e Sam odeiam o Master Chief por sua recusa em trabalhar em equipe em um exercício de treinamento que os causa problemas, mas os três rapidamente se tornam melhores amigos. Kelly rapidamente se estabelece como a batedora Spartan devido à sua incrível velocidade que ninguém mais pode igualar. Quando os Spartans passam pelas melhorias, Kelly mal sobrevive e é a mais lenta a se recuperar, criando temores de que ela não consiga. No entanto, Kelly chega no final e se junta à primeira missão real dos Spartans para capturar um líder rebelde e é parte da equipe que entra a bordo de uma nave Covenant para destruí-la depois que os Spartans recebem sua armadura. No entanto, essa missão acaba custando a vida de Sam. Junto com a maioria dos outros Spartans, Kelly é enviada à superfície de Reach para defender o planeta do ataque Covenant e presume-se que esteja morta quando Reach cai para o Covenant.
Em Halo: First Strike, é revelado que Kelly sobreviveu à Fall of Reach, mas é uma dos poucos Spartans a conseguir. Kelly se junta a Fred e outro Spartan, Joshua em uma missão para destruir um cruzador Covenant que, apesar de ser bem-sucedida, os custa a vida de Joshua e, a longo prazo, não tem impacto no resultado da batalha. Kelly é gravemente ferida em algum momento, durante o pouso forçado dos Spartans, no ataque ao cruzador ou no voo subsequente para a Base Castelo, mas esconde esse fato de todos os outros. Na base, os Spartans se reúnem com a Dra. Catherine Halsey, que trata os ferimentos de Kelly e eles fogem para uma mina próxima para evitar as forças Covenant, onde recuperam um cristal Forerunner. Kelly é mais uma vez gravemente ferida pelos canhões de assalto de vários Hunters Covenant, com queimaduras em setenta e dois por cento de seu corpo, mas o grupo é resgatado por forças aliadas lideradas pelo Master Chief. Os ferimentos de Kelly a mantêm fora da luta para defender a Ascendant Justice, uma capitânia Covenant capturada, mas Halsey é capaz de tratá-la usando as instalações médicas a bordo da fragata recuperada Gettysburg. Sob o disfarce de uma missão secreta, Halsey sequestra Kelly e foge em uma nave rebelde roubada para um destino desconhecido. Após o sucesso de Operation: First Strike, o Master Chief declara oficialmente Kelly como Desaparecida em Combate.
Em Halo: Ghosts of Onyx, Halsey transporta ela e Kelly para o planeta Onyx, que Halsey havia descoberto ser o campo de treinamento para os Spartans-III. Ao bater em Onyx, Halsey e Kelly se envolvem no conflito entre as forças locais e os Sentinelas de Onyx. Kelly se reúne com o comandante dos Spartans-III, Kurt Ambrose, um Spartan-II que foi sequestrado pelo ONI anos antes para treinar os novos Spartans e Franklin Mendez, o antigo treinador dos Spartans-II. Tendo decidido salvar o maior número possível de Spartans, Halsey havia sequestrado Kelly na tentativa de protegê-la, levando Kelly e o maior número possível de Spartans-III da luta. Halsey consegue transmitir uma mensagem para a Terra que traz o resto da Equipe Azul, menos o Master Chief, para Onyx. Presos em uma batalha de três vias entre os constructos Covenant e Forerunner, os Spartans sobreviventes recuam através de um portal para o interior do mundo escudo de Onyx, enquanto Kurt se sacrifica para destruir as forças Covenant com armas nucleares. Depois de manter um memorial pelos perdidos, os Spartans se preparam para explorar o mundo escudo.
Em Halo: Glasslands, os Spartans são capazes de fazer contato com vários Huragok no mundo escudo e os convencem a tirá-los do slipspace. O grupo é então resgatado, o que para eles é apenas alguns dias depois, mas para o resto do universo, são meses depois. Para seu alívio, eles descobrem que o Covenant foi derrotado, mas o Master Chief aparentemente pereceu na batalha final. A Equipe Azul, agora composta pelos sobreviventes da equipe original e pelos Spartans-III sobreviventes, decide se juntar ao novo ramo Spartan e continuar servindo no universo pós-guerra.
Em Halo: Last Light, Kelly e a Equipe Azul investigam uma estrutura Forerunner no planeta politicamente instável de Gao e são pegos nas maquinações de um líder sedento de poder e nos planos de uma IA Forerunner desonesta, Intrepid Eye. Isso coloca o UNSC contra a facção dissidente do Covenant, conhecida como os Guardiões da Liberdade Única, que o Ministro da Proteção de Gao, Arlo Casille, usa para ganhar poder e ligar o UNSC, levando secretamente os Guardiões ao planeta para esse fim. Intrepid Eye destrói a IA de Fred Wendell e quase escapa usando a armadura de Fred, mas Veta Lopis, um investigador de Gao que estava investigando uma série de assassinatos cometidos por Intrepid Eye, desabilita o traje de Fred com um explosivo que ela havia plantado anteriormente e a IA desonesta é capturada. Fugindo do planeta, a Equipe Azul destrói a base Forerunner com uma arma nuclear, mas o Almirante Serin Osman, ela mesma sendo uma ex-Spartan-II, remove os Spartans-III da equipe devido ao perigo de suas melhorias ilegais serem expostas. Em vez disso, Osman transforma os Spartans-III em uma equipe de investigação conhecida como Ferrets liderada por Lopis.
Em Halo: Retribution, a Equipe Azul recebe a missão de vingar o assassinato de um Almirante e o sequestro de sua família, aparentemente pelos Guardiões da Liberdade. A Equipe Azul trabalha ao lado dos Ferrets que conseguem se infiltrar na base dos Guardiões, mas descobrem a família do Almirante morta. A Equipe Azul fornece apoio e destrói a base com armas nucleares que são rearmadas por Linda, mas descobri-se que os corpos foram plantados. A investigação os leva de volta a Gao e, finalmente, a Meridian, onde o grupo expõe e frustra uma perigosa trama de armas biológicas, sem saber que o verdadeiro culpado era Intrepid Eye.
Na série de quadrinhos Halo: Escalation, Kelly e os outros membros da Equipe Azul se reúnem com o Master Chief, que sobreviveu à batalha final com o Covenant e voltou à Terra depois de quatro anos e meio. Juntos, eles derrotam o Didact que havia retornado e seguem uma série de missões ininterruptas.
Kelly aparece ao lado de Master Chief, Linda e Fred em Halo 5: Guardians.

## Covenant

### High Prophets
Os High Prophets, ou Hierarcas, são os líderes supremos do Covenant teocrático. Ao assumir o cargo, cada Hierarca escolhe um novo nome real de uma lista de nomes de antigos Hierarcas, semelhante à prática de alguns Patriarcas Ortodoxos. Em Halo 2, são mostrados apenas três; os Prophets of Truth, Mercy, e Regret (dublados por Michael Wincott, Hamilton Camp e Robin Atkin Downes em Halo 2, respectivamente; em Halo 3, Truth é dublado por Terence Stamp). O romance Halo: Contact Harvest revela que esses três Prophets, originalmente conhecidos como Minister of Fortitude, Vice-Minister of Tranquility e Philologist, conspiraram para usurpar o trono dos Hierarcas; no processo, eles escondem a verdade de que a humanidade é descendente dos deuses do Covenant, os Forerunners, acreditando que a revelação poderia destruir o Covenant. Durante o curso de Halo 2, Regret ataca a Terra e depois se retira para o Delta Halo. Lá, ele pede reforços, mas é morto pelo Master Chief. Mais tarde, Mercy é atacada pelo Flood em High Charity; Truth poderia tê-lo salvado, mas o deixou morrer para que ele pudesse ter total controle sobre o Covenant. Em Halo 3: ODST, Truth é visto inspecionando alguns Engineers em torno da construção Forerunner perto de Nova Mombasa. Em Halo 3, Truth também encontra sua morte pelas mãos do Árbitro quando o Prophet tenta ativar todos os anéis de Halo da Arca. Sua morte se tornou o ponto culminante da queda do Covenant.
Os designs preliminares dos Prophets, incluindo os Hierarcas, foram feitos pelo artista Shi Kai Wang. Segundo The Art of Halo, os Prophets foram desenhados para parecer fracos, mas sinistros. Originalmente, os Prophets pareciam estar fundidos aos tronos especiais que eles usam para transporte; mesmo nos designs finais, os Prophets são feitos para serem dependentes de sua tecnologia. Cocares especiais, estilizados de maneira diferente para cada um dos Hierarcas, adicionam personalidade aos alienígenas e uma presença real.

### Árbitro
O Árbitro é um ranque dado aos soldados Covenant Elite especiais que realizam missões suicidas em nome dos Hierarcas para ganhar honra após a morte. Eles são reverenciados entre o Covenant por sua bravura e habilidade. Em Halo 2, o posto de Árbitro é dado a Thel 'Vadamee, o ex-comandante supremo da Fleet of Particular Justice, que foi desonrado, responsável por destruir Reach. Foi sob sua vigilância que a Instalação 04 foi destruída em Halo: Combat Evolved e a Ascendant Justice foi capturada pelo Master Chief em Halo: First Strike. Em vez de matá-lo, os Prophets permitem que o Comandante se torne o Árbitro e exerça suas missões como a "Lâmina dos Profetas". Eventualmente, o Árbitro se rebela contra os Prophets durante o Grande Cisma, retirando o sufixo "-ee" de seu sobrenome como símbolo de sua renúncia ao Covenant, e se une a seus companheiros Elites para tomar partido da humanidade e impedir que a matriz de Halo dispare. Parte de sua história de fundo é apresentada em Halo: The Cole Protocol, que se passa cerca de quinze anos antes de Combat Evolved, onde o Árbitro, então Shipmaster Thel 'Vadamee, entra em conflito com as forças do UNSC lideradas pelo então tenente Jacob Keyes. Os eventos semeiam dúvidas na mente do futuro Árbitro sobre os Prophets e seus planos. Este Árbitro em particular é dublado por Keith David.
Originalmente chamado de "Dervish", o Árbitro era um personagem jogável planejado para ser o maior plot twist pela Bungie. A recepção ao personagem foi morna, com os críticos elogiando alternativamente a dimensão adicional trazida pelo Árbitro, além de reclamar por ter que jogar como o alienígena.
Em Halo Wars, ambientado 20 anos antes de Halo: Combat Evolved, um Árbitro predecessor é mostrado, possivelmente o último a vestir a armadura antes do personagem mais reconhecido. Ele é descrito como um "cara mau", o designer-chefe David Pottinger comparando-o a Darth Vader. Este Árbitro precedente é o principal antagonista de Halo Wars. Trabalhando diretamente para o Prophet of Regret, ele é designado para liderar a destruição da humanidade e investigar uma estrutura no planeta Harvest, onde sua tentativa de destruí-la é frustrada por forças lideradas pelo sargento John Forge. Mais tarde, ele é ordenado pelo Prophet of Regret a sequestrar a professora Ellen Anders para ativar uma frota massiva Forerunner em um mundo escudo. Ele entra em conflito direto com Forge duas vezes, uma vez quando o Árbitro sequestra Anders e uma segunda vez quando Forge e uma equipe de Spartans tentam destruir o planeta Forerunner e a frota. Após uma brutal briga, o Árbitro quase mata Forge, que engana o guerreiro antes de feri-lo seriamente com sua faca de combate. Forge mata o Árbitro com uma de suas próprias espadas de energia e um Spartan joga o corpo do Árbitro de um penhasco. Como o Árbitro mais conhecido, sua história é um pouco explorada no cânon expandido, que o revela um guerreiro desonrado chamado Ripa 'Moramee, que foi poupado da execução pelo Prophet of Regret e transformado em Árbitro devido à sua crueldade e probabilidade de não questionar sua missão. Este Árbitro em particular é dublado por David Sobolov.

### Rtas 'Vadum
Fazendo sua estréia em Halo 2, o comandante de operações especiais Rtas 'Vadum nunca é nomeado no jogo, levando ao apelido não oficial de "Meia-mandíbula" pelos fãs, devido à falta de mandíbulas no lado esquerdo do seu rosto. Com o lançamento de The Halo Graphic Novel, no entanto, o personagem foi finalmente nomeado na história Last Voyage of the Infinite Succor como Rtas 'Vadumee. O personagem é dublado por Robert Davi.
'Vadum, originalmente 'Vadumee antes da Guerra Civil Covenant, é um veterano Elite Covenant e o segundo personagem Elite mais proeminente da série depois do Árbitro. Ele carrega o posto Covenant de Shipmaster. The Last Voyage of the Infinite Succor explica como ele perde suas mandíbulas esquerdas; ele é ferido depois de lutar contra um de seus amigos, que foi infectado pelo Flood. Durante os primeiros eventos de Halo 2, 'Vadumee serve como mensageiro entre os Hierarcas e o Conselho Elite, pois ele é visto transmitindo mensagens entre as duas partes na câmara dos Prophets. Sobrevivendo à traição dos Prophets, 'Vadumee se junta a seus irmãos na luta contra os Brutes, retirando o sufixo "-ee" de seu sobrenome para simbolizar sua renúncia ao Covenant. 'Vadum ajuda o Árbitro a atacar uma base Brute para capturar um Scarab antes de partir para assumir o controle de uma nave Covenant nas proximidades.
Em Halo 3, 'Vadum é o Shipmaster da capitânia Shadow of Intent, e apoia o plano de Cortana de seguir Truth até a Arca. Juntamente com o Árbitro, 'Vadum deixa a Terra para retornar ao mundo natal Elite com o fim da guerra. Rtas 'Vadum é conhecido por ser um estrategista rápido, inteligente e engenhoso e um lutador incomparável, especialmente com uma Espada de Energia e é um excelente líder. Ele expressa muito carinho por seus soldados, até os Unggoy. Ele está ansioso para se vingar dos Brutes após o Grande Cisma.
'Vadum aparece na novela Halo: Shadow of Intent, que ocorre após a guerra. Ainda o Shipmaster da Shadow of Intent, 'Vadum protege o espaço Sangheili e entra em conflito com uma facção dissidente do Covenant liderada por dois Prophets sobreviventes, Prelate Tem'Bhetek e o Minister of Preparation Boru'a'Neem. O Prelate tem um ressentimento pessoal contra 'Vadum, culpando-o pela morte de sua família quando High Charity caiu para o Flood e 'Vadum teve que cristalizar a cidade parcialmente em um esforço fracassado para conter o Flood. Depois de capturar o Prelate, 'Vadum mostra simpatia por ele e revela que a família de Prelate pode estar viva quando Prelate parte da cidade, o que significa que Preparation mentiu para ele. As palavras de 'Vadum abalam a fé de Prelate em Preparation, que revela estar planejando usar um anel protótipo de Halo para destruir Sanghelios usando a Shadow of Intent para alimentá-lo. O Prelate se sacrifica para interromper Preparation, deixando 'Vadum com uma nova perspectiva após o encontro. Juntamente com o Árbitro a relaxar as regras milenares, não permitindo que as mulheres sirvam nas forças armadas, 'Vadum revela que planeja usar os dados de navegação recuperados do nave de Prelate para procurar o resto dos Prophets e tentar determinar quem deveriam ser punidos como criminosos de guerra e quem deveriam ser perdoados para coexistir em paz como inocentes.

### Tartarus
Tartarus (dublado por Kevin Michael Richardson) é o chefe tribal dos Brutes, facilmente reconhecido por seus cabelos brancos, moicano distinto e martelo de gravidade conhecido como "Punho de Rukt". Áspero, arrogante e desdenhoso dos Elites, Tartarus é completamente dedicado à "Grande Jornada" salvífica dos Prophets. Halo: Contact Harvest revela que Tartarus se tornou o chefe tribal depois de matar o ex-chefe tribal, seu tio Maccabeus, e apreender a arma do chefe tribal. Em Contact Harvest, Tartarus atua como um dos principais antagonistas, trabalhando para destruir a colônia humana de Harvest e entrando em conflito com o sargento Johnson. Durante a batalha final do romance, a vida de Johnson é salva inadvertidamente quando um dos soldados de Tartarus se vira contra ele, danificando a armadura de Tartarus e forçando-o a recuar. Tartarus faz sua primeira aparição no romance Halo: First Strike, como um dos primeiros Brutes permitidos na câmara do High Prophet of Truth. Em Halo 2, Tartarus atua como um agente dos Prophets, marcando o Árbitro por suas falhas. O chefe tribal aparece mais tarde quando o Árbitro tenta recuperar o Índice de Ativação do Delta Halo. Sob as ordens dos Prophets, Tartarus pega o Índice e empurra o Árbitro para o que pretendia ser sua morte em um abismo profundo. Tartarus vai para a sala de controle do Halo com o Índice para ativar o Halo, mas é confrontado pelo Árbitro. Cego ao engano dos Prophets sobre a Grande Jornada, o Tartarus ativa o anel; o Brute é finalmente morto pelos esforços coordenados do Árbitro com a ajuda do sargento mor Johnson, impedindo com sucesso o disparo do Delta Halo.
Os designs para Tartarus começaram após a conclusão da forma básica e design dos Brutes comuns. O artista Shi Kai Wang adicionou mudanças pequenas, porém distintas, à armadura e crina de Tartarus, a fim de distinguir o chefe tribal dos outros Brutes. O design visual dos chefes tribais foi posteriormente modificado para Halo 3, com os guerreiros experientes ostentando cocares e ombreiras mais elaborados. Em uma análise do personagem, a UGO Networks notou que, embora os Elites "sejam um bisturi de precisão", Tartarus era um "taco de beisebol" que esmaga tudo em seu caminho, uma referência às armas cerimoniais, a Espada de Energia e o Martelo de Gravidade, respectivamente.

### Jul 'Mdama
Jul 'Mdama, dublado por Travis Willingham, é o Líder Supremo de uma grande facção dissidente do Covenant após a derrota do império em Halo 3. Chamando a si mesmo de "a Mão de Didact", a facção de Jul inicialmente busca o guerreiro Forerunner Didact como um aliado contra a humanidade. O personagem aparece na trilogia de livros de Karen Traviss, Kilo-5, além de Halo 4 e Halo 5: Guardians.
Aparecendo pela primeira vez na trilogia Kilo-Five, Jul é descrito como um membro dos Servants of the Abiding Truth, uma facção religiosa dissidente do Covenant que se opõe ao Árbitro e suas Espadas de Sanghelios. No entanto, é mostrado que Jul só se juntou aos Servants, pois eles eram os mais bem equipados para combater o Árbitro e suas forças, pois Jul não acreditava que a humanidade mudaria e deveria ser interrompida enquanto o Árbitro queria formar uma aliança duradoura com eles. Os Servants tentam derrotar o Árbitro mas acabam em catástrofe, graças à intervenção da UNSC Infinity na batalha. Jul foi subsequentemente capturado pela equipe de black ops do Kilo-Five e preso no mundo escudo Forerunner de Onyx. Jul eventualmente escapa usando um dos portais de slipspace do mundo escudo e viaja para o mundo colônia Sangheili de Hesduros, que haviam perdido contato com a galáxia desde antes da guerra civil Covenant. Ao retratar suas experiências no mundo escudo sob uma luz religiosa, Jul conseguiu conquistar os habitantes, mas descobriu que sua esposa havia sido morta. Sofrendo e culpando a humanidade, Jul descobriu as coordenadas para o mundo escudo de Requiem em Hesduros e começou a construir um grande número de seguidores, formando um novo Covenant liderado pelos Sangheili. O Covenant de Jul acabou encontrando Requiem, mas ficou preso do lado de fora por três anos, como retratado nos Terminais de Halo 4, porque o planeta exigia a presença de um Reclamente para abrir a passagem.
Em Halo 4, o Master Chief chega a Requiem na parte traseira da Forward Unto Dawn e entra em conflito com Jul e suas forças. A presença do Master Chief faz com que Requiem finalmente abra, concedendo acesso ao Covenant de Jul ao planeta. Jul acaba levando algumas de suas forças ao núcleo de Requiem, onde o Forerunner conhecido como Didact está aprisionado. O Didact é capaz de enganar o Master Chief para libertá-lo e Jul se inclina diante dele. Apesar do colapso subsequente do núcleo, Jul consegue escapar com vida e se alia ao Didact contra os humanos da Infinity. A aliança de Jul com o Didact o deixa com a capacidade de comandar os soldados Prometheans de Didact, mesmo após a derrota do próprio Didact. Posteriormente, Jul marca a si mesmo "a Mão de Didact" com seu status e capacidade de controlar os Prometheans, dando-lhe ainda mais poder e atraindo mais seguidores à sua causa.
Em Spartan Ops, seis meses após a Batalha de Requiem, a Infinity retorna à Requiem, que ainda é ocupado por Jul e seu Covenant. As forças da Infinity e as forças de Jul lutam entre si pelo controle sobre o planeta, enquanto Jul lidera pessoalmente a tentativa de acessar a IA Librarian que Jul deseja usar pelo poder que a Librarian pode dar a ele. Em Halo: Escalation, Jul e Halsey trabalham juntos, enquanto Jul enfrenta um motim dentro de suas próprias forças. Sua missão de acessar as instalações do Registro Absoluto Forerunner, no entanto, falha.
Em Halo 5: Guardians, o poder de Jul começou a cair após todas as suas derrotas e seus Prometheans se voltando contra ele sob a influência de Cortana. No mundo remoto de Kamchatka, Jul tenta acessar o Domínio Forerunner com a ajuda de Halsey, enquanto suas forças leais combatem os Prometheans. No entanto, Jul não sabe que Halsey traiu sua localização para o UNSC devido à ameaça que Cortana representa. Ele é morto pelo Spartan Jameson Locke em combate único e o Covenant de Jul desmorona logo depois.

## Forerunner

### 343 Guilty Spark
343 Guilty Spark (ou Guilty Spark ou apenas Spark) (dublado por Tim Dadabo) é um personagem robô que aparece na trilogia original de Halo. 343 Guilty Spark era originalmente um humano chamado Chakas que foi digitalizado pelos Forerunners às custas de sua forma biológica. Guilty Spark serviu como cuidador do anel Halo, instalação 04, onde ocasionalmente era um aliado e inimigo do Master Chief. Ele é severamente danificado quando tenta impedir o Master Chief de ativar a Instalação 08 para impedir a ameaça do Flood. Um fragmento de Spark foi recuperado pelo UNSC, e a IA acabou comandando a nave para procurar a Librarian e trazer de volta seus velhos amigos de quando ele era humano.
No romance Halo: Renegades, Guilty Spark, que agora habita o corpo de um robô armiger Forerunner, é resgatado pela equipe de resgate da nave Ace of Spades depois de colidir com um planeta isolado. Tendo recuperado sua sanidade mental e grande parte de sua personalidade humana, Spark, como ele agora prefere, fica horrorizado com o que se tornou 343 Guilty Spark. Spark se alia com a tripulação para recuperar suas propriedades roubadas pelo ONI que estão atrás da IA e para completar sua própria missão de encontrar a Librarian. Tendo sucesso em ambos, Spark é tirado de seu plano original pela Librarian e feito reconhecer os amigos que ele fez entre a tripulação. Dada a chave coordenada para o "lugar seguro" pela Librarian, Spark ajuda seus amigos a escapar do ONI e oferece seus serviços à tripulação como a IA de bordo da Ace of Spades, que Spark atualiza bastante usando tecnologia Forerunner. A tripulação se dedica a encontrar a há muito perdida Spirit of Fire, enquanto a Librarian indica ao Capitão Rion Forge que Spark, que ela chama de singularmente único devido à sua capacidade de evoluir tanto por conta própria ao longo do tempo, ainda pode ter um papel importante a cumprir nos eventos por vir.
A Bungie originalmente queria que o Guilty Spark soasse semelhante ao robô C-3PO. Dadabo notou em uma entrevista que as reações a seu personagem foram hostis, achando Spark altamente irritante. Ele descreveu o personagem de Spark como um "bastardo" que amarra os outros a fim de alcançar seus objetivos. Um concurso anual de escultura de abóbora de Halloween chamado 343 Guilt O'Lantern é organizado pela Halo.Bungie.Org; o título e o logotipo do concurso usam o design e o nome do personagem como inspiração. O site de jogos GameDaily listou o Guilty Spark como um dos principais "mentores do mal" dos jogos eletrônicos, afirmando "Se HAL-9000 tivesse algum parente distante, [Guilty Spark] seria o parente mais próximo".

### 05-032 Mendicant Bias
05-032 Mendicant Bias ("Beggar after Knowledge", conforme revelado em Halo: Cryptum) era uma IA Forerunner classe Contender, encarregado de organizar a defesa Forerunner contra o Flood. Mais tarde, foi desertado pelo Gravemind, tornando-o desenfreado e contra os Forerunners, mas acabou sendo derrotado após o disparo da matriz de Halo e dividido em seções, uma das quais foi levada para a Arca, enquanto outra foi deixada na nave Forerunner que acabaria ser incorporada à cidade Covenant de High Charity. É esta seção do Mendicant Bias que informa os Hierarcas Covenant da descendência humana dos Forerunners em Halo: Contact Harvest, levando os Hierarcas a usurpar a liderança Covenant e instigar a Guerra Humano-Covenant.
Mendicant Bias é encontrado pela primeira vez em Halo 3 na Arca, enquanto tentava se comunicar com o Master Chief  através dos Terminais, alegando que buscava remissão por sua deserção para o Flood, ajudando o Spartan e pode ter sido destruído quando o Chief ativou o Halo incompleto que a Arca estava construindo. No entanto, como a Arca sobreviveu ao disparo, ainda que gravemente danificada, Mendicant Bias também pode ter sobrevivido.

### Didact
O Didact, nascido Shadow-of-Sundered-Star, (dublado por Keith Szarabajka) é um líder militar Forerunner e o principal antagonista do Halo 4. O Didact desenvolveu uma profunda animosidade para com a humanidade depois de travar uma guerra com eles que lhe custou muitos soldados e seus filhos. O Didact discorda do plano de construir a Matriz de Halo para combater o Flood, propondo um sistema de "mundos escudo" que acabou sendo rejeitado. Indo para o exílio em uma espécie de estase dentro de um dispositivo conhecido como Cryptum, ele é acordado mais tarde pelo Forerunner Bornstellar com a ajuda dos humanos Chakas e Riser, todos guiados pela Librarian. O Didact imprime sua consciência em Bornstellar, que então se torna o Iso-Didact; quando se presume que Ur-Didact está morto após ser capturado pelo Master Builder, Bornstellar assume o papel militar do Didact. Desconhecido para a maioria, o Ur-Didact foi realmente abandonado em um sistema infestado de Flood, onde foi capturado e torturado pelo Gravemind. Embora ele tenha sobrevivido, o Ur-Didact foi induzido a medidas mais drásticas, em um esforço para impedir o Flood, forçando a composição de humanos e transformando-os em soldados mecânicos. A Librarian o incapacitou e o colocou em uma Cryptum em seu mundo escudo, Requiem, esperando que a meditação e a longa exposição ao Domínio alterassem seus motivos e curassem sua mente; no entanto, a ativação dos Halos separou o Didact do Domínio, e ele passou os próximos 100 milênios sozinho, com apenas sua própria raiva e loucura para fazer-lhe companhia.
Durante os eventos de Halo 4, o Ur-Didact é acidentalmente liberado de sua Cryptum pelo Master Chief e Cortana. Ele imediatamente retoma o controle dos Prometheans e tenta digitalizar a população da Terra, mas é interrompido por Cortana e Master Chief, que são imunes ao Compositor por uma impressão da Librarian em Requiem. A série de quadrinhos Escalation revela que o Didact sobreviveu a esse encontro, mas os Spartans da Equipe Azul interromperam seus planos mais uma vez. Aparentemente, ele é digitalizado pelo Master Chief usando vários Compositores, mas o Master Chief o considera contido, não morto.
Em Halo: Renegades, 343 Guilty Spark, antigo companheiro humano de Bornstellar, Chakas, que uma vez ajudou a liberar o Ur-Didact de sua Cryptum, aprende com a liberação da Librarian do Ur-Didact de sua Cryptum on Requiem. Da reação da Librarian às suas perguntas, Spark percebe que a ameaça de Ur-Didact atualmente não é "preocupante" e que a Librarian ainda espera que seu marido encontre a paz. No entanto, a Librarian, infelizmente, admitiu que acreditava que o Ur-Didact estava além da redenção.

### Librarian
A Librarian (dublada por Lori Tritel) é um Forerunner de alta patente que é casada com o Didact. A Librarian poupa a humanidade da extinção após sua guerra com os Forerunners. Ela convence o conselho Forerunner a usar os Halos para preservar a fauna, além de armas e manipula os humanos Chakas e Riser, bem como o jovem Forerunner Bornstellar para resgatar seu marido de sua Cryptum na Terra. Ela finalmente incapacita e aprisiona o Ur-Didact para interromper seus planos. Enquanto se presume que ela morreu quando a Matriz de Halo foi disparada, ela enviou várias cópias de sua personalidade para ajudar a humanidade a assumir o Manto de Responsabilidade Forerunner.
Em Halo 4, o Master Chief encontra uma dessas cópias em Requiem, onde a Librarian explica um pouco da história do Didact, a guerra entre os humanos e os Forerunners e o Compositor. A Librarian revela que o Master Chief é "o resultado de milhares de vidas de planejamento", tendo a Librarian guiado a humanidade através de seu código genético para alcançar a eventualidade que se tornou o Master Chief. No entanto, a Librarian é incapaz de explicar o que ela estava planejando antes de serem interrompidos pelo Didact. A pedido da Librarian, o Master Chief permite que ela acelere sua evolução, a fim de conceder ao Master Chief uma imunidade ao Compositor, permitindo que o Master Chief sobreviva ao disparo mais tarde da arma pelo Didact. Em Spartan Ops, ocorrendo seis meses depois, tanto o UNSC quanto a facção dissidente Covenant de Ju 'Mdama pesquisam em Requiem esta cópia da Librarian. A Dra. Catherine Halsey consegue acessar um santuário contendo a Librarian que fornece a Halsey a Janus Key e a direciona para encontrar o Registro Absoluto. A Librarian ajuda o Esquadrão Crimson a rastrear o sinal de Halsey, em um esforço para resgatar Halsey de 'Mdama e Crimson ajuda a Librarian a se transmitir ao Registro Absoluto. Mais tarde, ela aparece lá em Halo: Escalation.
Em Halo: Primordium, 343 Guilty Spark, antes, o humano Chakas, afirma saber onde encontrar a Librarian, sugerindo que ela sobreviveu. Resgatado de um planeta isolado pela tripulação do nave de resgate Ace of Spades em Halo: Renegades, Spark continua sua busca pela Librarian, que acaba revelando ser uma busca por outra de suas cópias, e não pela própria Librarian. Em uma estrutura Forerunner na Terra, abaixo do Monte Kilimanjaro, Spark tenta pedir a Librarian que o ajude a trazer de volta seus amigos de quando ele era humano ou a se juntar a eles no Domínio, mas a Librarian ajuda Spark a ver a loucura de seu plano. Em vez disso, a Librarian ajuda Spark a reconhecer os amigos que ele fez entre a tripulação da Ace of Spades. Embora a Librarian ofereça a Spark a chance de se juntar a ela para se juntar ao restante de suas cópias no Registro Absoluto, ele decide ficar para trás com seus amigos. A Librarian fornece ao Spark uma chave de coordenadas para "o lugar seguro" e ordena que ele "encontre o que está faltando. Corrija o caminho. Corrija, o que do meu jeito deu errado." Antes de partir, a Librarian aparentemente se comunica com cada membro da tripulação, dizendo ao Capitão Rion Forge, em particular, para cuidar de Spark, que é mais frágil e importante do que ela jamais poderia saber e que ainda pode ter um papel a desempenhar nos próximos eventos.

## Flood

### Gravemind
Gravemind (dublado por Dee Bradley Baker) é um dos principais antagonistas da série Halo. O Gravemind é uma criatura grande e senciente de origem do Flood, criada pelo parasita para servir como sua inteligência central, uma vez que uma biomassa crítica seja alcançada. Foi introduzido durante os eventos de Halo 2, onde a criatura salva o Master Chief e o Árbitro de suas mortes, colocando os dois cara a cara nas entranhas do Delta Halo. O Gravemind revela ao Árbitro que os "anéis sagrados" são na verdade armas de último recurso; um fato que o Master Chief confirma. Para impedir que o Halo seja disparado, o Gravemind teleporta o Master Chief e o Arbiter para locais separados, mas também os usa como uma distração; o Gravemind infesta a nave humana In Amber Clad e a usa para invadir a cidade Covenant de High Charity. Capturando Cortana, Gravemind traz High Charity para a Arca, em um esforço para impedir que o High Prophet of Truth ative a rede Halo. Embora o Master Chief destrua High Charity, o Gravemind sobrevive à explosão e tenta se reconstruir no Halo incompleto. Quando o Halo é ativado, Gravemind aceita seu destino, mas insiste em que a ativação do anel irá apenas retardar, e não parar, o Flood. Em Halo Wars 2: Awakening the Nightmare, o aviso do Gravemind é validado quando os Banidos inadvertidamente liberam várias formas de Flood sobreviventes dos destroços da High Charity. Também é mencionado no menu do jogo que, embora o "avatar físico mais recente" do Gravemind tenha sido destruído pelo Master Chief, é "apenas uma questão de tempo antes de ressurgir novamente". Embora o Flood libere sobre a Arca uma forma de Proto-Gravemind e chegue perto de formar um novo Gravemind, o Proto-Gravemind é morto pelos Banidos e o Flood é novamente contido pelos  Banidos e os Sentinelas da Arca.
Projetado para ser uma combinação maciça e horripilante de tentáculos e matéria em decomposição, a recepção ao personagem foi geralmente mista. Mike Leonard, da comunidade AllXbox, disse que a introdução do "Little Shop of Horrors" rejeitado "arruinou o 'legal'" da franquia Halo. Jeremy Parish do 1UP.com reclamou que o vínculo entre Gravemind e o Flood nunca foi declarado explicitamente em Halo 2 ou Halo 3 e dificilmente foi visto no último jogo.

## Merchandise
A franquia Halo produziu inúmeras parcerias de merchandising, e os personagens de Halo também foram apresentados em uma variedade de produtos. O Master Chief, sendo o símbolo da franquia, apareceu em tudo, desde refrigerantes até camisetas e canecas. Em certo ponto, os profissionais de marketing de Halo 3 estavam planejando produzir uma lingerie temática da Cortana. Também foram produzidas várias séries de figuras de ação licenciadas, com os colecionáveis de Halo: Combat Evolved e Halo 2 sendo produzidos pelos Joyride Studios em várias séries. Para Halo 3, a responsabilidade de projetar as figuras de ação foi atribuída à McFarlane Toys; um total de oito séries foram anunciadas, com a nona série dedicada a comemorar o décimo aniversário da franquia, reeditando algumas das figuras anteriores, juntamente com peças para construir uma placa montável do ícone Lendário usado no jogo para o nível de habilidade mais difícil. Kotobukiya produziu estatuetas de alta qualidade. Além de figuras gerais como os Elites Covenant e os Spartans, as figuras produzidas incluem o Master Chief, Cortana, Árbitro, Prophet of Regret, Tartarus e sargento Johnson.